# Spominski znak Ormož
Spominski znak Ormož je spominski znak Slovenske vojske, ki je podeljen veteranom TO RS za zasluge pri spopadu za Ormož med slovensko osamosvojitveno vojno.

## Nosilci
- seznam nosilcev spominskega znaka Ormož